# Rajon Leilek
Leilek (kirgisisch Лейлек) ist ein Bezirk (Rajon) im Oblus Batken im Südwesten von Kirgisistan. Im Osten grenzt er an den Bezirk Batken und im Norden, Westen und Süden an die Provinz Sughd in Tadschikistan. Seine Fläche beträgt 4.653 km² und 2009 wurden 116.861 Einwohner verzeichnet. Hauptstadt ist Rassakow (ehemals Isfana) im Westen des Bezirks, wo auch ein Regionalflughafen liegt.

## Geographie
Der Bezirk Leilek liegt in den nördlichen Ausläufern der Turkestankette, welche sich über 340 km durch Zentralasien zieht, sowie im Tal zwischen Isfara und Rassakow, in dem mit 394 m über dem Meeresspiegel auch der tiefste Punkt liegt. Im Nordwesten des Gebiets befindet sich eine wenige Kilometer lange tadschikische Enklave. Die Landschaft ist allgemein eher karg, im Süden gebirgig und in der zentralen Hochebene etwas begrünt.
Zu den Flüssen, die im Bezirk Leilek entspringen oder ihn durchfließen, zählen der  Aksu, der Sumbula und zahlreiche weitere Flüsse, die alle im tadschikischen Kairakkum-Stausee münden und von dort über den Syrdarja im Aralsee enden.

## Demographie
Von den 146.020 Einwohnern (2022) ist wie im ganzen Land ein Großteil muslimisch geprägt; durch die Nähe zu anderen islamischen Ländern spielt Religion aber eine größere Rolle als in anderen Bezirken. 2009 identifizierten sich 66,3 % der Bevölkerung als Kirgisen, 26,9 % als Usbeken und 6,6 % als Tadschiken. Mit letzteren gibt es immer wieder Konflikte im umstrittenen Grenzgebiet, so zuletzt im Juni 2018 bei einer Schießerei. Bei einem anderen Vorfall im August 2014 beschuldigten sich Grenzwächter beider Länder, Gebiete des jeweils anderen Landes für sich beansprucht zu haben. Im Verlauf des Jahres kam es so zu zahlreichen Verletzten und Toten. Mit 31 Einwohnern pro km² liegt die Bevölkerungsdichte etwas unter dem nationalen Durchschnitt.
Zwischen 2015 und 2017 unterstützte die Europäische Union das Gebiet mit 500.000 Euro, um das nachhaltige Wachstum der Region zu fördern.

## Orte
Insgesamt umfasst der Bezirk eine Stadt und 46 Dörfer in neun Landgemeinden (ajyl okmotu). Diese sind:
| Nr. | Landgemeinde    | Verwaltungszentrum | Anzahl der Dörfer | Einwohner (2024) |
| --- | --------------- | ------------------ | ----------------- | ---------------- |
| 1   | Ak-Suu          | Ak-Suu             | 5                 | 8.131            |
| 2   | Beschkent       | Beschkent          | 5                 | 11.963           |
| 3   | Keng-Talaa      | Muras              | 4                 | 5.646            |
| 4   | Dschangy-Dscher | Zentralnoje        | 3                 | 15.885           |
| 5   | Leilek          | Korgon             | 5                 | 8.519            |
| 6   | Katrang         | Katrang            | 3                 | 11.092           |
| 7   | Kulundu         | Kulundu            | 6                 | 25.077           |
| 8   | Sumbula         | Andarak            | 4                 | 16.975           |
| 9   | Togus-Bulak     | Togus-Bulak        | 6                 | 11.439           |

Da der Süden stark vom Gebirge geprägt ist, findet man hier keine Dörfer.